# اداره کل بهداشت کهنه‌سربازان

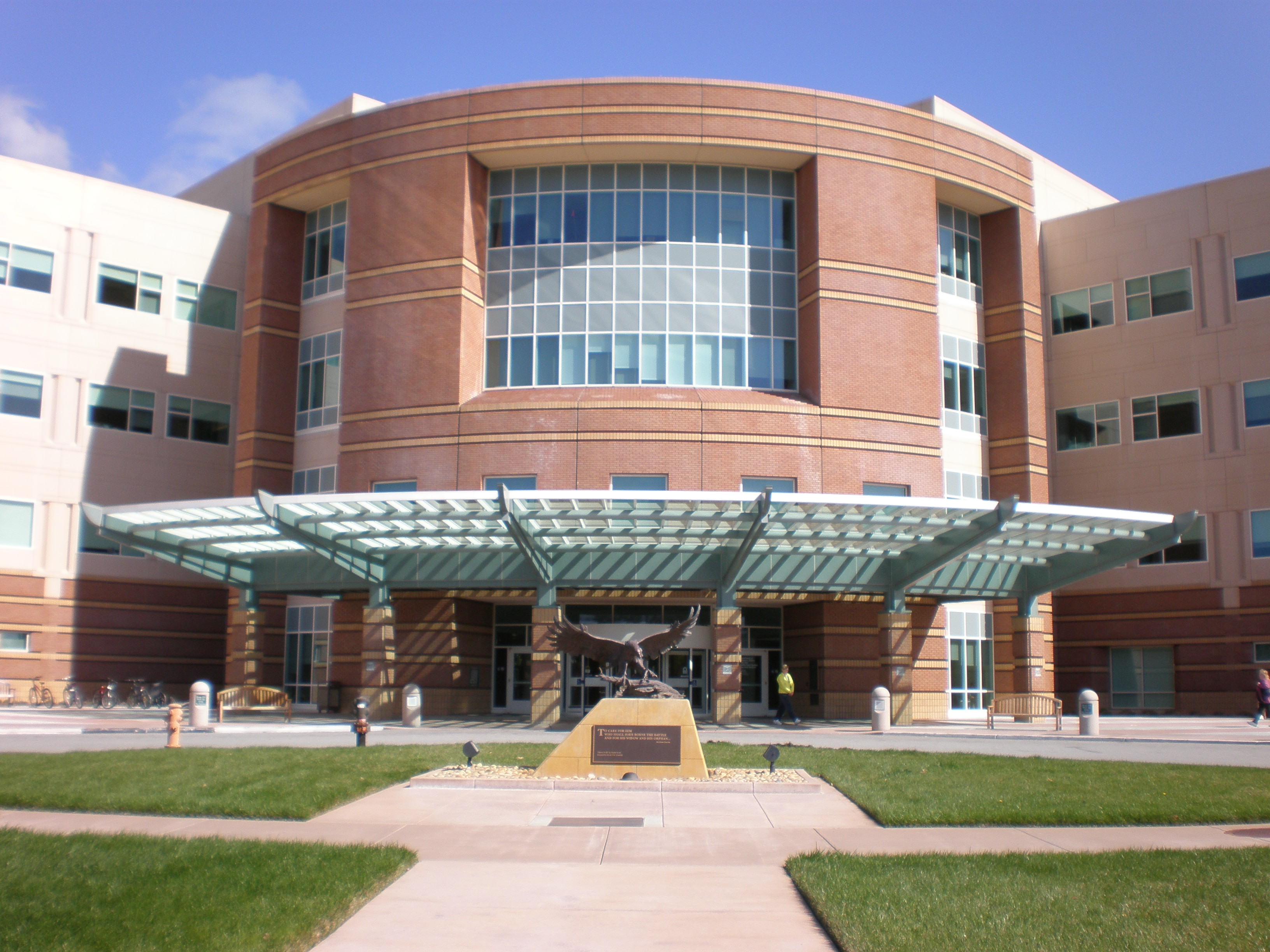
یکی از شعبات بیمارستان وی‌ای در کالیفرنیا

اداره کل بهداشت سربازان بازنشسته (به انگلیسی: Veterans Health Administration) تأسیس ۱۹۴۶، نام یک شبکهٔ درمان و بهداشت دولتی در ایالات متحده‌است که خدمات پزشکی در اختیار سربازان بازنشسته نیروهای مسلح آمریکا قرار میدهد. بیمارستان‌های این شبکه به بیمارستان وی‌ای (به انگلیسی: VA Hospital) شهرات دارند.
این مراکز بیمارستانی زیر نظر وزارت امور سربازان بازنشسته ایالات متحده آمریکا اداره می‌شوند، و ۲۳۹٬۰۰۰ نفر در ۱٬۴۰۰ شعبه در سرتاسر آمریکا در استخدام دارند.